# Fresno de la Polvorosa
Fresno de la Polvorosa ist ein nordwestspanischer Ort und eine Gemeinde (municipio) mit nur noch 114 Einwohnern (Stand: 2024) im Süden der Provinz Zamora in der Autonomen Gemeinschaft Kastilien-León. 

## Lage und Klima
Fresno de la Polvorosa liegt am westlichen Rand der Kastilischen Hochebene (Meseta Iberica) in einer Höhe von ca. 720 m. Der Río Órbigo begrenzt die Gemeinde im Osten. Die Provinzhauptstadt Zamora ist gut 61 Kilometer (Fahrtstrecke) in südlicher Richtung entfernt. 
Das gemäßigte Kontinentalklima wird nur selten vom Atlantik beeinflusst.

## Bevölkerungsentwicklung
| Jahr      | 1970 | 1981 | 1991 | 2001 | 2011 | 2021 |
| Einwohner | 372  | 303  | 270  | 210  | 165  | 124  |

## Sehenswürdigkeiten
- Salvatorkirche